# Lancer du poids féminin aux championnats du monde d'athlétisme 2009
Navigation
Osaka 2007 Daegu 2011
L'épreuve du lancer du poids féminin des championnats du monde de 2009 s'est déroulée le 16 août 2009 dans le Stade olympique de Berlin, en Allemagne. Elle est remportée par la Néo-Zélandaise Valerie Adams.

## Critères de qualification
Pour se qualifier, il faut avoir réalisé au moins 18,20 m (minimum A) ou 17,20 m (minimum B) du 1er janvier 2008 au 3 août 2009.

## Résultats

### Finale
| Rang               | Athlète             | Pays             | Essais  | Essais  | Essais  | Essais  | Essais  | Essais  | Marque  | Notes |
| Rang               | Athlète             | Pays             | 1       | 2       | 3       | 4       | 5       | 6       | Marque  | Notes |
| ------------------ | ------------------- | ---------------- | ------- | ------- | ------- | ------- | ------- | ------- | ------- | ----- |
| Médaille d'or      | Valerie Vili        | Nouvelle-Zélande | 19,40 m | x       | 20,25 m | 20,16 m | 20,44 m | 20,25 m | 20,44 m |       |
| Médaille d'argent  | Nadine Kleinert     | Allemagne        | 20,06 m | 19,52 m | 20,20 m | 19,61 m | x       | x       | 20,20 m | PB    |
| Médaille de bronze | Gong Lijiao         | Chine            | 19,69 m | 19,89 m | 19,68 m | 19,75 m | x       | x       | 19,89 m | PB    |
| 4                  | Natallia Mikhnevich | Biélorussie      | 19,66 m | x       | 19,27 m | 19,51 m | x       | x       | 19,66 m |       |
| 5                  | Anna Avdeyeva       | Russie           | 18,66 m | 18,78 m | 19,48 m | 19,66 m | x       | x       | 19,66 m |       |
| 6                  | Michelle Carter     | États-Unis       | x       | 18,93 m | 18,96 m | x       | 18,30 m | x       | 18,96 m |       |
| 7                  | Li Meiju            | Chine            | 18,76 m | 18,35 m | 18,66 m | x       | x       | x       | 18,76 m |       |
| 8                  | Misleydis González  | Cuba             | 18,73 m | 18,57 m | x       | 18,60 m | 18,74 m | 18,43 m | 18,74 m |       |
| 9                  | Mailín Vargas       | Cuba             | 18,67 m | 18,10 m | 18,11 m |         |         |         | 18,67 m |       |
| 10                 | Liu Xiangrong       | Chine            | 18,52 m | x       | 16,79 m |         |         |         | 18,52 m |       |
| 11                 | Denise Hinrichs     | Allemagne        | 18,30 m | 18,39 m | x       |         |         |         | 18,39 m |       |
| 12                 | Christina Schwanitz | Allemagne        | 17,84 m | x       | x       |         |         |         | 17,84 m |       |

## Légende
Records et Performances
- AR : Record continental (area record)
- CR : Record des championnats (championship record)
- MR : Record du meeting (meet record)
- NR : Record national (national record)
- OR : Record olympique (olympic record)
- PR : Record paralympique (paralympic record)
- PB : Record personnel (personal best)
- SB : Meilleure performance personnelle de la saison (season's best)
- WL : Meilleure performance mondiale de l'année (world leader)
- WJR : Record du monde junior (world junior record)
- WR : Record du monde (world record)

Circonstances et Conditions
- DNF : N'a pas terminé (did not finish)
- DNS : N'a pas pris le départ (did not start)
- DQ : Disqualification (disqualification)
- NM : Aucun essai valable enregistré (No Mark)
- Q : Qualifié « directement » au prochain tour (ou à la prochaine compétition), lors d'une compétition majeure, grâce au classement ou à la réalisation des minima (automatic qualifier)
- q : Qualifié au prochain tour (ou à la prochaine compétition), lors d'une compétition majeure, grâce au repêchage ou à la réalisation de l'une des meilleures performances parmi celles des « non qualifiés directement » (grâce au meilleur temps ou à la meilleure distance par exemple) (secondary qualifier)